# نورياكي سانينوبو
نورياكي سانينوبو (باليابانية: 実信 憲明) (7 مايو 1980 في هيروشيما في اليابان – )؛ هو لاعب كرة قدم ياباني سابق كان يلعب كلاعب وسط.

## وصلات خارجية
- نورياكي سانينوبو على موقع رابطة كرة القدم اليابانية للمحترفين (اليابانية)
- نورياكي سانينوبو على موقع قاعدة بيانات كرة القدم.إي يو (الإنجليزية)
- نورياكي سانينوبو على موقع Soccerway.com (الإنجليزية)